# 昂古错
昂古错（藏語：ངང་བསྒུག་མཚོ，威利转写：ngang bsgug mtsho，THL：Ngangguk Tso）也作蔡几错，位于中国西藏自治区阿里地区措勤县境内，位于措勤县北部，东临齐格错。湖面海拔4658米，面积22.6平方公里。湖区年均气温0～2℃左右，年均降水量约200毫米。湖水主要靠地表径流补给，集水区面积1142平方公里。